# 土沉香
牙香樹（學名：Aquilaria sinensis），又名蜜香樹、莞香樹、土沉香、女兒香及白木香，屬於瑞香科土沉香屬。由於牙香樹在中國大陸遭到任意砍伐，因此屬於易危品種，被列入中國國家二級保護植物，分佈地區包括海南、廣東、廣西、雲南及香港。
其种加词“sinensis”意为“中华的”。
臺灣原生種並非瑞香科的牙香樹，而是大戟科的土沉香，詳見海漆。分布於西南沿海濕地地區，為耐鹽的紅樹林伴生植物，多數生長於沿海和沼澤地區，這些地方易受開發破壞，許多棲地已劃入墾丁國家公園和台江國家公園等及中華民國的國家重要濕地保護中。所以和本條目無關，此外，亞洲熱帶、澳洲、玻里尼西亞等地區也有牙香树分布。
牙香樹與南洋出產的品種（Aquilaria agallocha）親緣甚近，但不完全相同，故前者為稱土沉香，後者稱為沉香，由於前者產量少，故亦以前者較為矜貴。

## 异名
- Agallochum grandiflorum (Benth.) Kuntze
- Agallochum sinense (Lour.) Kuntze
- Aquilaria chinensis Spreng.
- Aquilaria grandiflora Benth.
- Aquilaria malaccensis Benth.
- Aquilaria ophispermum Poir.
- Aquilaria sinensis (Lour.) Gilg
- Aquilaria sinensis (Lour.) Merr.
- Ophiospermum sinense Lour.
- Ophispermum sinense Lour.

## 特徵
牙香樹是高約10米的中等喬木，為常綠喬木，樹榦灰色，小枝及被細小及柔軟的毛。葉呈卵形及短柄，長約7厘米。葉面有革質，故底面光亮。花期為4月，果期為7月，長有黃綠色細花且有微香，每年5月聚生成簇由枝葉末端及葉腋生出，結成木質蒴果、扁及如卵形，長2.5厘米及長滿灰色短毛，成熟時轉成黑色。

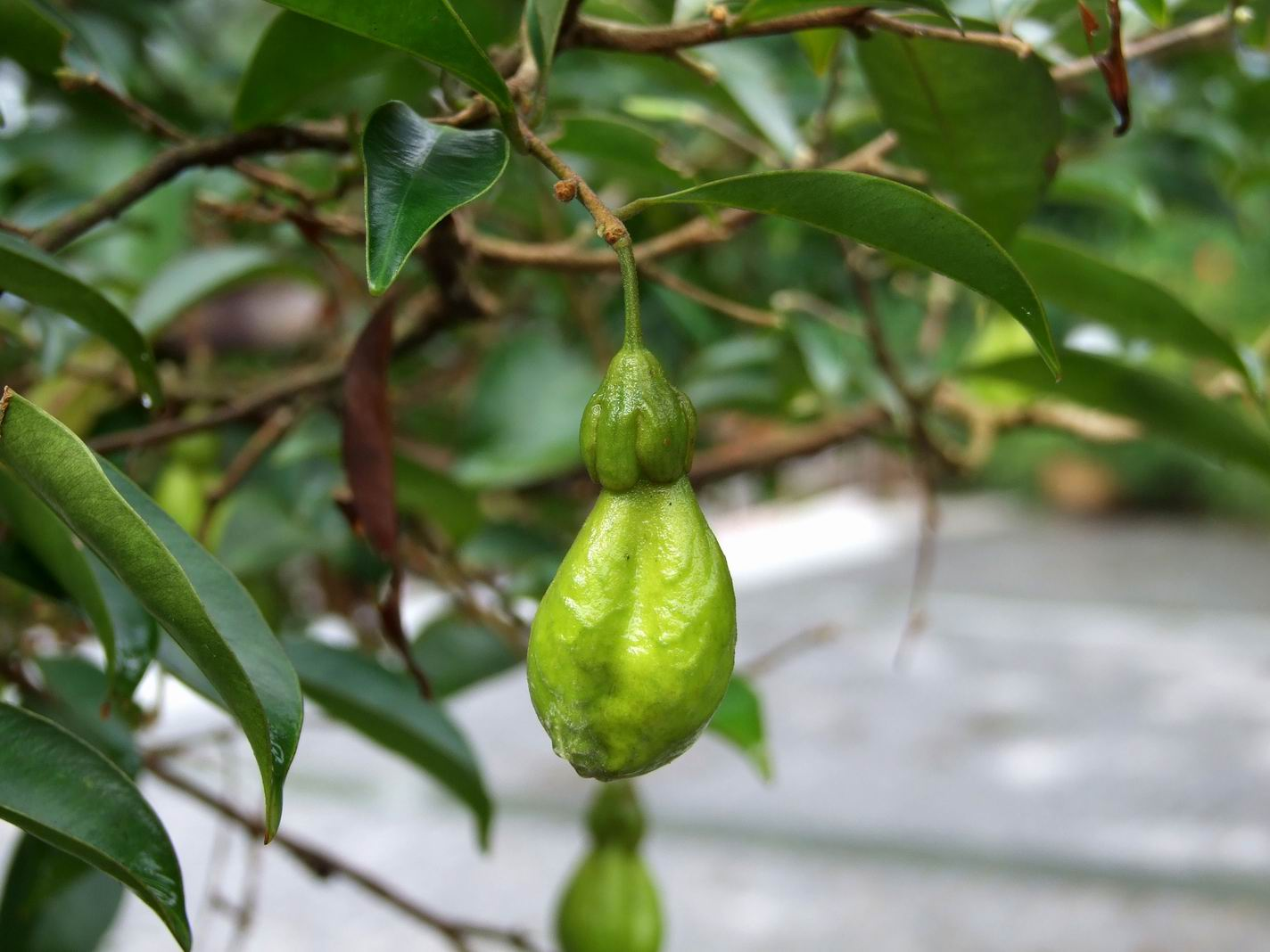
牙香樹果實
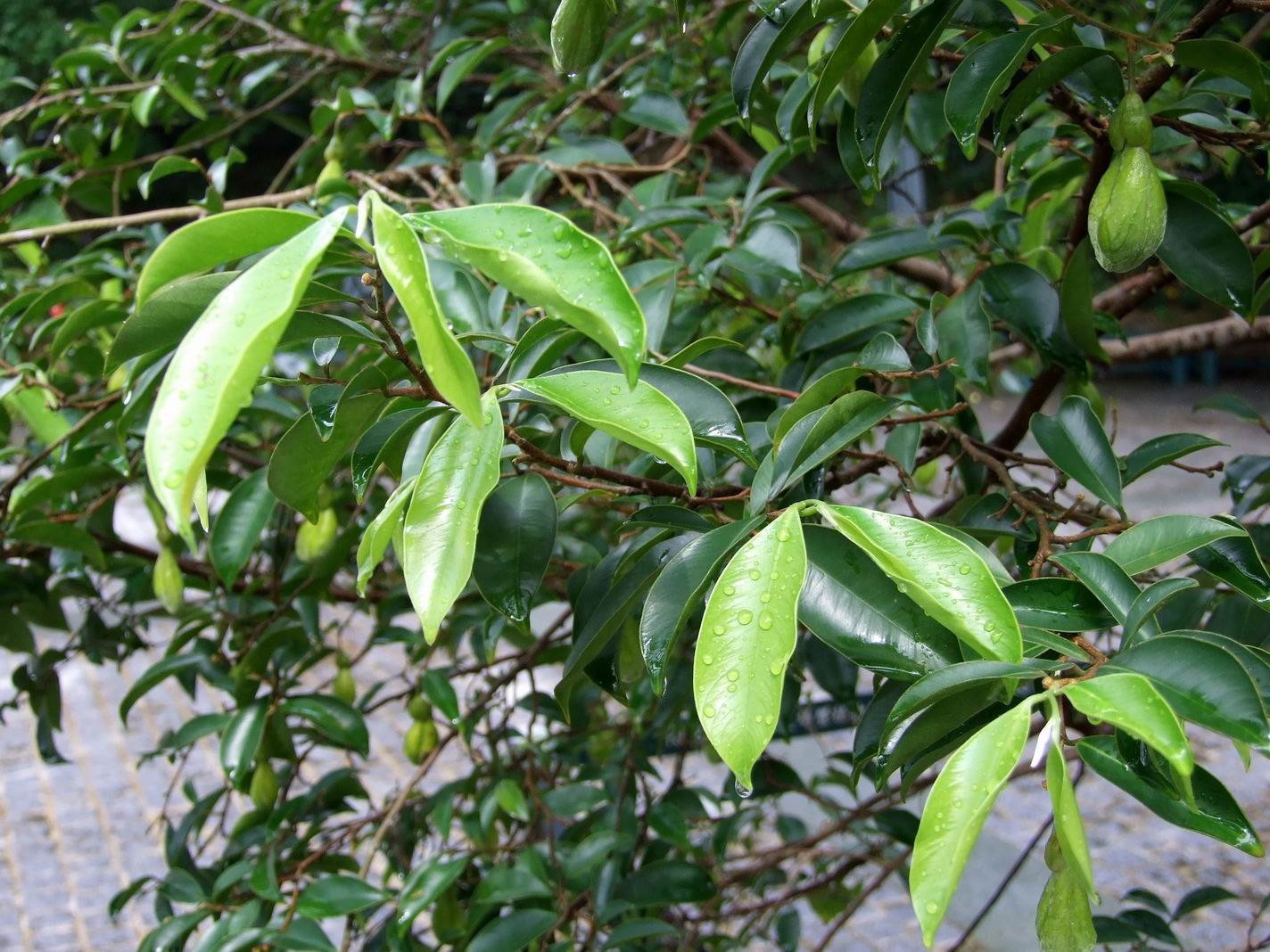
牙香樹樹葉
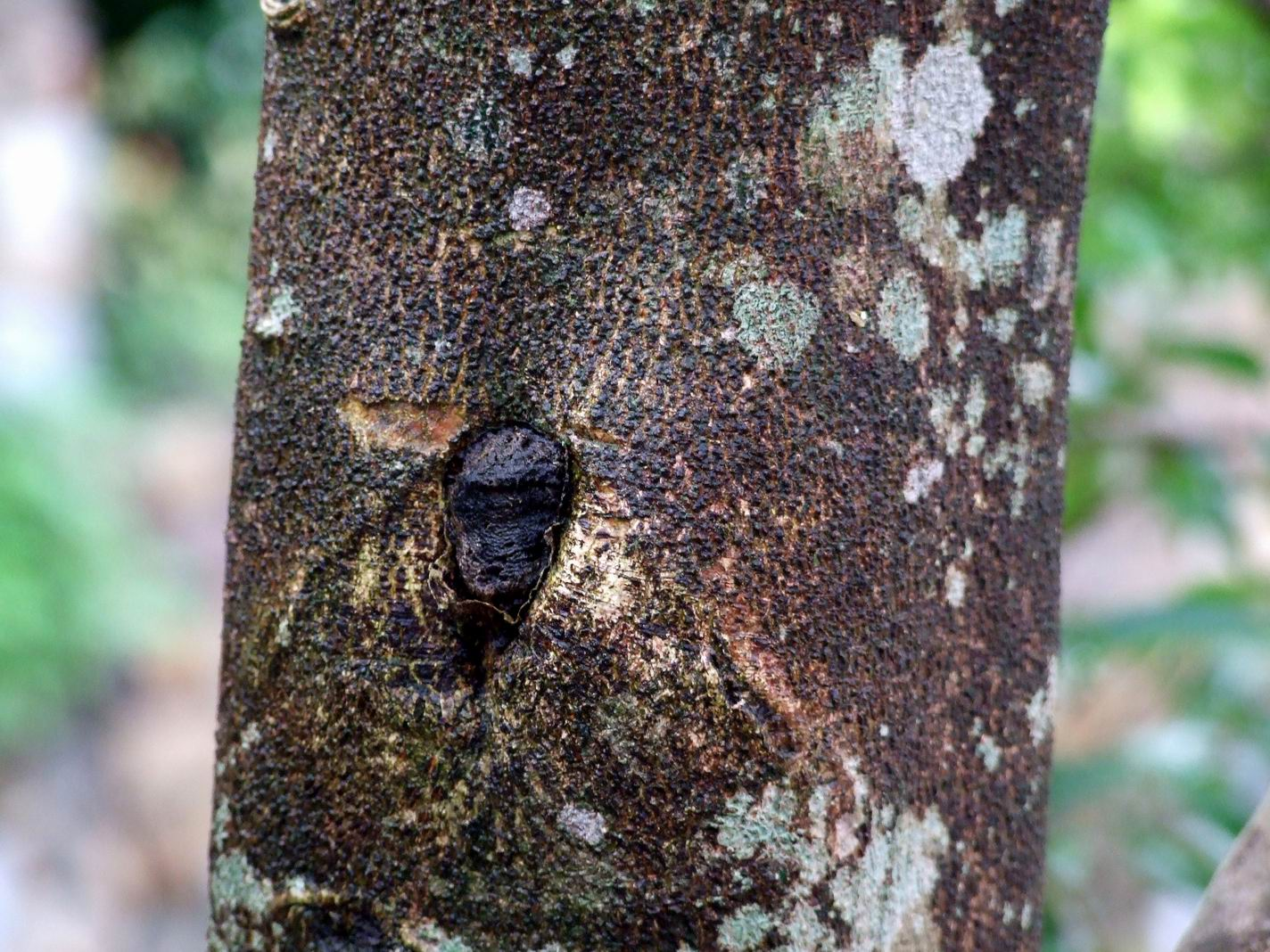
牙香樹樹皮

## 用途
牙香樹的樹皮平滑，呈淺灰色，所以又被稱為「白木香」。樹脂帶有香氣，被製成嶺南名貴的香料，在宋朝時，在沙螺灣和沙田被大量種植作為經濟樹，再用俗稱「大眼雞」的艚船運至廣州，遁陸路經南雄，越大庾嶺，過贛江至九江市，沿長江送往送往蘇杭銷售，且具有藥用價值。製成品包括鈔票紙、肥皂等。

## 保護情況
土沉香屬國家二級保護植物，屬於易危品種，由於在中國大陸禁止砍伐，於是有不法之徒轉為在香港砍伐，土沉香常見於香港低地，尤其是在鄉村後面的風水林中，而在郊野公園亦有發現。雖然現時香港已無大量種植土沉香，但仍有一定數量。2013年蘋果新聞報導，可能已是本港最後的一棵野生百年土沉香被砍伐。斬樹黨大多來自廣東茂名電白縣。
而任何人非法砍伐樹木，可能會觸犯《盜竊罪條例》第九條或第二十七條，一經定罪，分別可處監管十年或三年。

## 類似品種
- 沉香樹（Aquilaria malaccensis）又名沉香

## 外部連結
- 中國珍稀瀕危植物土沉香在香港的現況 （页面存档备份，存于）
- 白木香, Baimuxiang （页面存档备份，存于） 藥用植物圖像數據庫 (香港浸會大學中醫藥學院) （繁體中文）（英文）